# Phanogomphus diminutus
Phanogomphus diminutus – gatunek ważki z rodziny gadziogłówkowatych (Gomphidae).  Występuje we wschodniej części USA; stwierdzony na terenie stanów: Karolina Południowa, Karolina Północna i Georgia.